# Carlo Felice Malatesta
Carlo Felice Malatesta (Roma, 1567 – Roma, 18 novembre 1634) è stato un condottiero italiano, figlio di Giacomo Malatesta.

## Biografia
Servi l'Impero nelle guerre di Ungheria contro i turchi e poi passò al servizio di Venezia, da cui fu largamente stipendiato.
Prese servizio presso la Chiesa, nel 1611 fu eletto generale delle armi pontificie di papa Paolo V nella provincia di Avignone. Fu riconfermato da Gregorio XV e da Urbano VIII, ma nel 1629 venne redarguito dai Barberini poiché non erano contenti del suo operato.
Morì in Roma nel 1634 senza lasciare tracce di sé.